# 东城区 (老街市)
东城区，是缅甸联邦第一特区老街市下辖的一个区。

## 行政区划
东城区下辖3个社区、21个组。